# Тулпар (село)
Тулпар (каз. Тұлпар, до 2001 г. — Искра) — село в Мактааральском районе Туркестанской области Казахстана. Входит в состав Мактааральского сельского округа. Код КАТО — 514477600.

## Население
В 1999 году население села составляло 172 человека (89 мужчин и 83 женщины). По данным переписи 2009 года, в селе проживало 218 человек (123 мужчины и 95 женщин).